# Holyport
Holyport – wieś w Anglii, w hrabstwie ceremonialnym Berkshire, w dystrykcie (unitary authority) Windsor and Maidenhead. Leży 19 km na wschód od centrum miasta Reading i 41 km na zachód od centrum Londynu.